# Acide sulfamique
L'acide sulfamique, également appelé acide sulfamidique, acide aminosulfonique, acide amidosulfonique ou encore acide amidosulfurique, est un composé chimique de formule HOSO2NH2. C'est un solide cristallin blanc et stable, soluble dans l'eau, où il s'hydrolyse lentement en bisulfate d'ammonium (NH4)HSO4. Il fond vers 205 °C, et se décompose en eau H2O, trioxyde de soufre SO3, dioxyde de soufre SO2 et diazote N2 à plus haute température.

## Structure et réactions
L'acide sulfamique peut être considéré comme intermédiaire entre l'acide sulfurique (HO)2SO2 et le sulfamide SO2(NH2)2. Sa structure réelle est néanmoins un peu moins compatible avec cette description, plus proche de celle suggérée par la formule H3NSO3. À l'état solide, la molécule d'acide sulfamique est bien décrite par une forme globalement neutre appelée zwitterion :

à droite : forme zwitterionique de l'acide sulfamique.

Les distances interatomiques sont de 144 pm pour la liaison S=O et de 177 pm pour la liaison S-N, cohérentes avec des liaisons simples. Une étude par diffraction de neutrons a révélé que les atomes d'hydrogène sont équidistants de l'atome d'azote (103 pm).
L'acide sulfamique est un acide modérément fort : Ka = 1,01 e–1. N'étant pas hygroscopique, l'acide sulfamique solide est utilisé pour le titrage des acides. Il réagit avec l'acide nitreux HNO2 et l'acide nitrique HNO3 pour donner du diazote N2 et du protoxyde d'azote N2O :
HNO2 + H3NSO3 → H2SO4 + N2 + H2O
HNO3 + H3NSO3 → H2SO4 + N2O + H2O

## Applications
L'acide sulfamique intervient dans la fabrication d'édulcorants ; en réagissant avec la cyclohexylamine C6H11NH2 puis avec addition d'hydroxyde de sodium NaOH, il donne du cyclamate C6H11NHSO3Na ; des molécules apparentées telles que l'acésulfame potassium C4H4KNO4S sont également édulcorantes.
Il est utilisé comme détartrant ménager, notamment sous la forme des sachets de cristaux fournis avec les filtres à café.
Il est également utilisé comme inhibiteur d'interférences causées par le nitrite dans certains dosages colorimétriques comme celui du nitrate (réduction au cadmium) ou de l'orthophosphate (réduction du phosphomolybdène par l'acide ascorbique). La réaction du nitrite avec l'acide sulfamique aboutit à la formation d'azote diatomique.